# 蒙福孔 (埃纳省)
蒙福孔（法語：Montfaucon，法語發音：[mɔ̃fokɔ̃]）是法国上法蘭西大區埃纳省的一个市镇，属于蒂耶里堡区。

## 地理
蒙福孔（48°56'37"N, 3°25'48"E）面积15.36 平方千米，位于法国上法蘭西大區埃纳省，该省份为法国北部内陆省份，北起北部省，西接索姆省和瓦兹省，东临阿登省和马恩省，西南至塞纳-马恩省，东北部与比利时接壤。
与蒙福孔接壤的市镇（或旧市镇、城区）包括：拉沙佩勒叙谢济、埃西斯、内勒拉蒙塔涅、罗祖瓦-贝勒瓦勒、维耶勒迈松、维福尔。

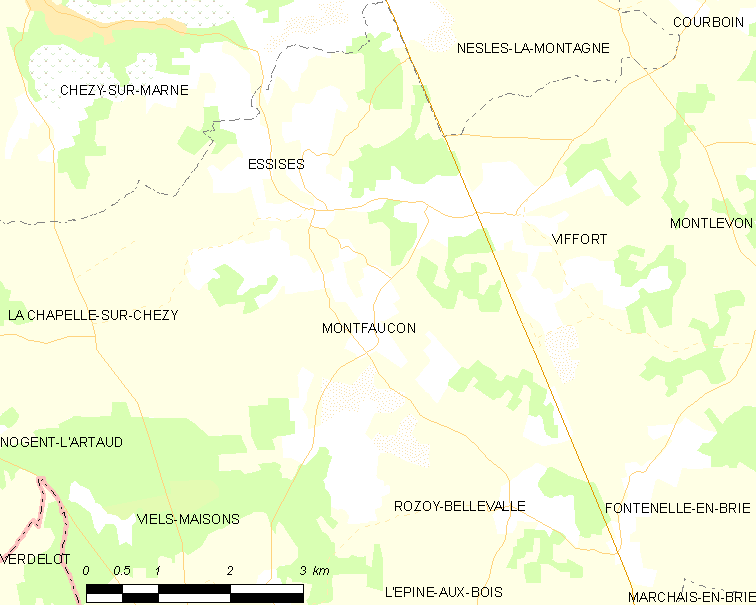
的OSM定位图

蒙福孔的时区为UTC+01:00、UTC+02:00（夏令时）。

## 行政
蒙福孔的邮政编码为02540，INSEE市镇编码为02505。

## 政治
蒙福孔所属的省级选区为马恩河畔埃索姆县。

## 人口

1962-2008年间人口变化图示

蒙福孔于2022年1月1日时的人口数量为208人。